# Universidad Católica de Cuyo
La Universidad Católica de Cuyo es un centro de estudios universitarios en Argentina que funciona en la provincia de San Juan y tiene sede en las ciudades de San Luis, Quines y Villa Mercedes, de la provincia de San Luis, y en la localidad de Rodeo del Medio de la Provincia de Mendoza.
Fue fundada por Monseñor Francisco Manfredi el 4 de mayo de 1953 con el nombre de Instituto Universitario San Buenaventura, y el 17 de septiembre de 1963 tomó el nombre actual.
Se dictan diversas carreras de grado, preparado y postgrado y posee institutos de nivel superior, y colegios de nivel inicial, primaria y secundaria.

## Historia

### Antecedentes
Hacia mediados del siglo XX, por decisión del ministro de Educación  demócrata cristiano Atilio Dell'Oro Maini, gracias al el 22 de diciembre de 1955 en el decreto-ley 6403, que permitió la creación de universidades privadas con capacidad para entregar títulos y diplomas académicos consagrando la autonomía universitaria.[cita requerida] Gracias a estas gestiones, el 8 de junio de 1956 fue creada la Universidad Católica de Córdoba entre otras instituciones educativas superiores privadas.
Pero durante el gobierno del  Presidente Arturo Frondizi, en el año 1958, hubo un movimiento laicista creado a partir de la sanción de dos leyes sancionadas durante ese gobierno: la aprobación del Estatuto del Docente y la que habilitó a las universidades privadas a emitir títulos profesionales. Fue sin dudas esta última la que motivó una gran protesta estudiantil conocida como "Laica o libre". Finalmente, el sector de radicales frondicistas, demócratacristianos, nacionalistas católicos y aliados liderado por el  Presidente Frondizi logró consagrar la aprobación de esta reforma, que permitió otorgar personería jurídica a nuevas universidades.
El 4 de mayo de 1953 mons. Francisco Manfredi junto a 9 alumnos y 1 profesor fundan el "Instituto Pre-Universitario San Buenaventura" que comienza a funcionar con el apoyo de las Hermanas Terciarias Misioneras Franciscanas que le brindaron cobijo en su sede sanjuanina, el Colegio El Tránsito de Nuestra Señora, solar que iría a convertirse en Instituto Universitario primero y más tarde en Universidad Católica.

### Universidad Católica de Cuyo
Con el crecimiento del Instituto Universitario, tanto en materia de alumnos como en carreras, hicieron posible el renombre del Instituto por Mons. Manfredi a Universidad Católica de Cuyo el 14 de julio de 1963. Con esto el espacio que ofrecía el "Colegio El Tránsito de Nuestra Señora" de las Hermanas Terciarias Franciscanas Misioneras de la Caridad ya era demasiado chico. A partir de esto mons. Francisco Manfredi empieza las gestiones para la adquisición de un terreno propio para las diversas unidades académicas.

## Rectores
El primer rector, desde 1953 fue Monseñor Dr. Francisco Manfredi (1953-1987).
Le sucedió el Dr. Pedro Luis María Martín hasta el año 2003 (1987-2003).
Desde ese año y hasta el 2007 fue elegido el Dr. Guillermo Krebs (2003-2007).
Desde el año 2007 y hasta el año 2015 fue Rectora, la Dra. María Isabel Larrauri (2007-2015).
Y finalmente, desde el año 2015 comenzó su gestión como Rector el Dr. Claudio Marcelo Larrea Arnau (2015-2019).
- Monseñor Dr. Francisco Manfredi (1953-1987)
- Dr. Pedro Luis María Martín (1987-2003)
- Dr. Guillermo Krebs (2003-2007)
- Dra. María Isabel Larrauri (2007-2015)
- Dr. Claudio Marcelo Larrea Arnau (2015-2019)

## Facultades

### Derecho y Ciencias Sociales
- Carreras de Grado
  - Abogacía
  - Notario
  - Post Título de Notario
- Carreras de Pregrado

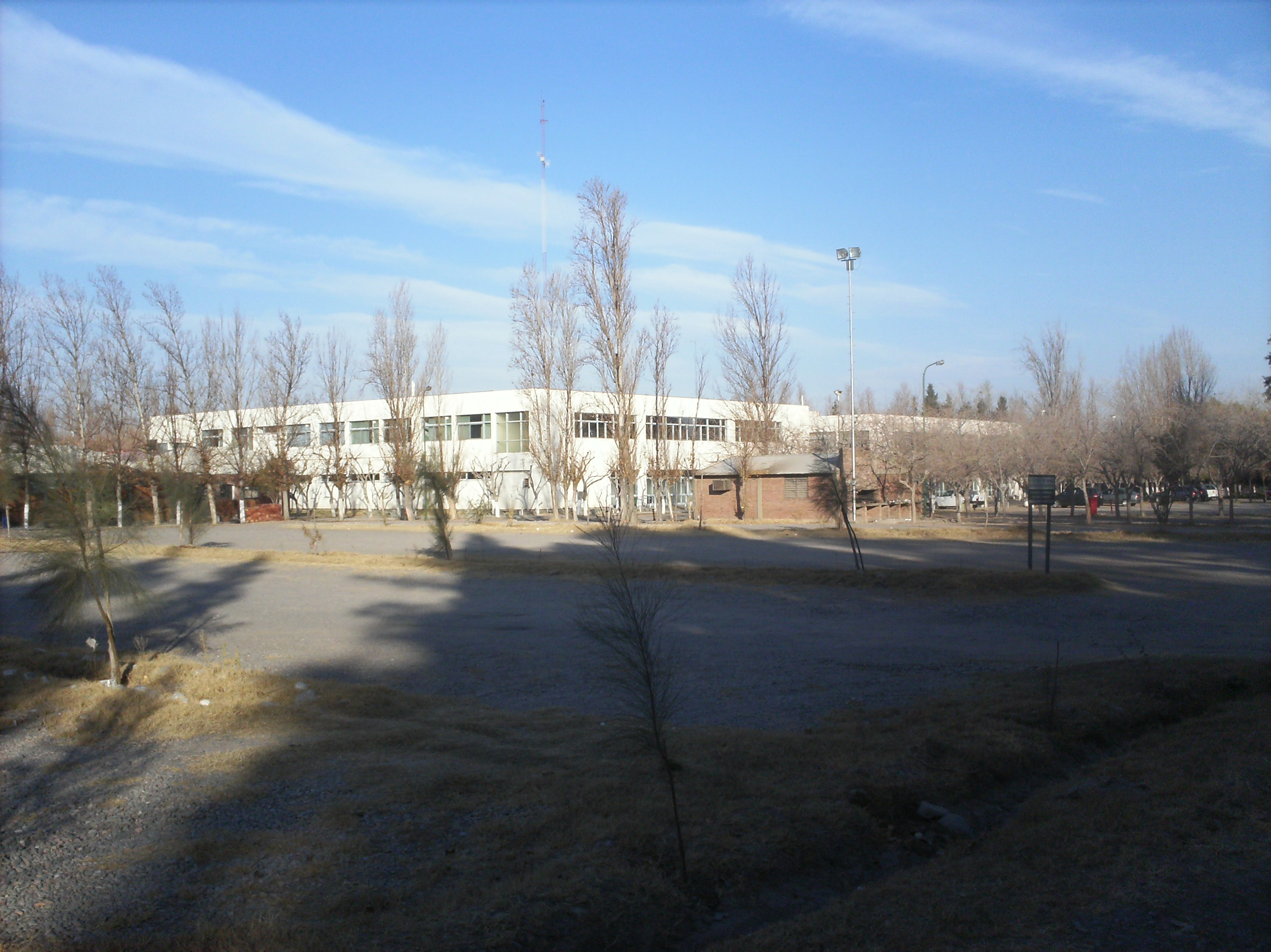
Edificio de aulas de la católica rodeado de extensa forestación.

  - Corredor de Comercio y Martillero Público
  - Tecnicatura Universitaria en Higiene y Seguridad en el Trabajo
- Carreras de Postgrado
  - Maestría en Derecho Administrativo de la Economía
  - Maestría en Derecho Empresario
- Cursos de Postgrado
- Curso de postgrado en Derecho Procesal Civil
- Curso de Postgrado de Actualización y Profundización en Derecho Penal y Derechos Humanos

#### Facultad de Ciencias Económicas y Empresariales
- Carreras de Grado
  - Contador Público
    - Título intermedio:

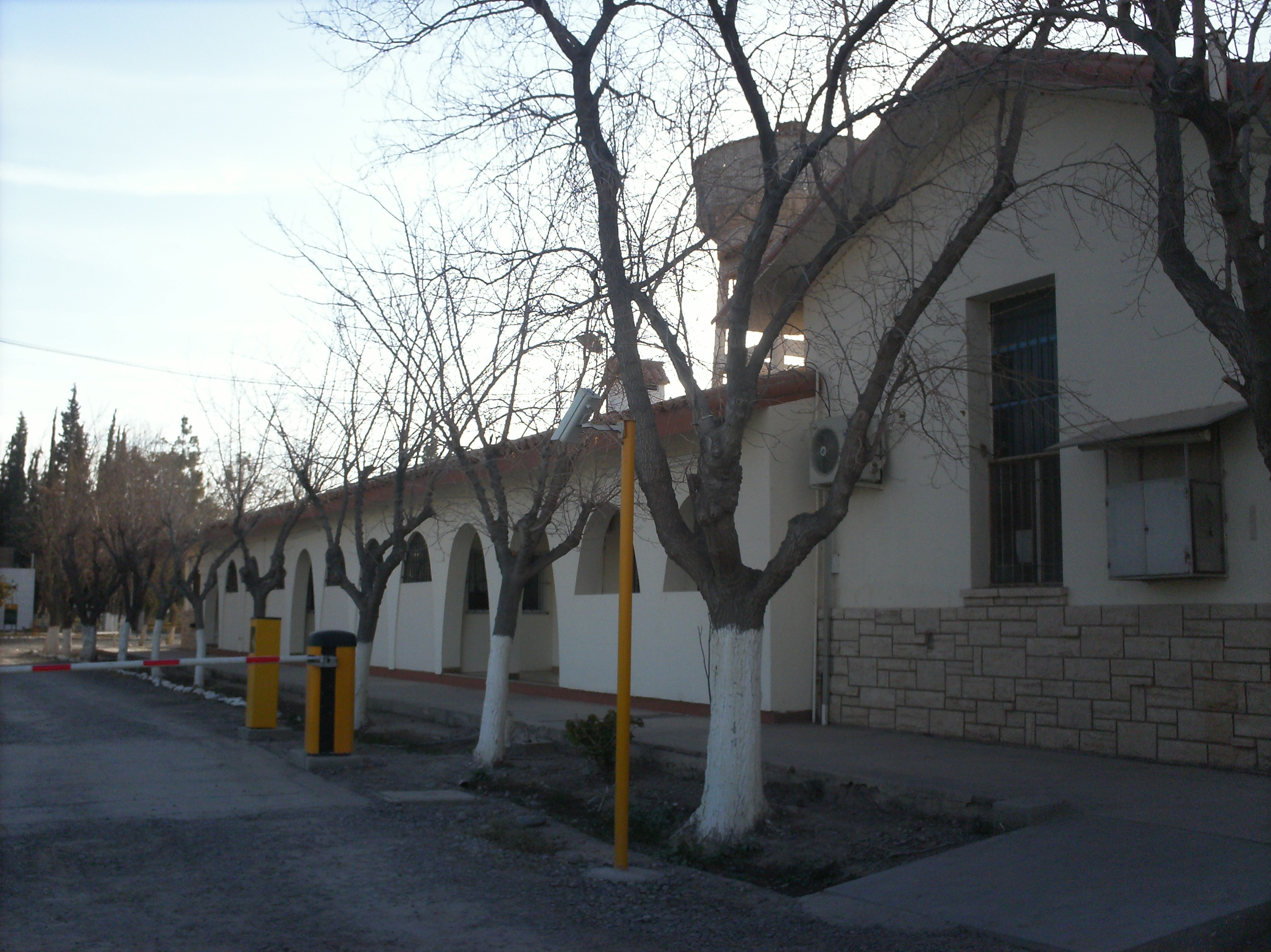
Edificaciones tradicionales de la católica abundan en su predio.

      - Tecnicatura Universitaria Contable

  - Licenciatura en Comercio Internacional
    - Título intermedio:
      - Tecnicatura Universitaria en Comercio Exterior Y Aduanas

  - Licenciatura en Economía
    - Título intermedio:
      - Analista Económico

  - Licenciatura en Comercialización (Marketing)
    - Título intermedio:
      - Tecnicatura Universitaria en Comercialización

  - Licenciatura en Administración Hotelera
    - Título intermedio:
      - Tecnicatura Universitaria en Administración Hotelera

  - Licenciatura en Administración de Empresas
    - Título Intermedio:
      - Técnico Universitario en Administración de Empresas
- Carreras de Postgrado
  - Maestría en Administración Estratégica de Negocios
  - Especialización en Sindicatura Concursal

### Facultad de Filosofía y Humanidades
- Pregrado.
  - Tecnicatura Acompañamiento Terapéutico (3 años)
  - Tecnicatura en Secretariado Ejecutivo (2,5 años)

- Grado
  - Licenciatura en Psicología (5 años)
  - Lic. En Recursos Humanos. (4 años)

- Postgrados
  - Especialización en Psicología Clínica Asistencial Infantil
  - Curso de Postgrado en Psicooncología y enfermedades crónicas, con abordaje interdisciplinario
  - Curso de Postgrado en Psicoanálisis de las Configuraciones Vinculares.

### Facultad de Ciencias Médicas
- Carreras de Pregrado 

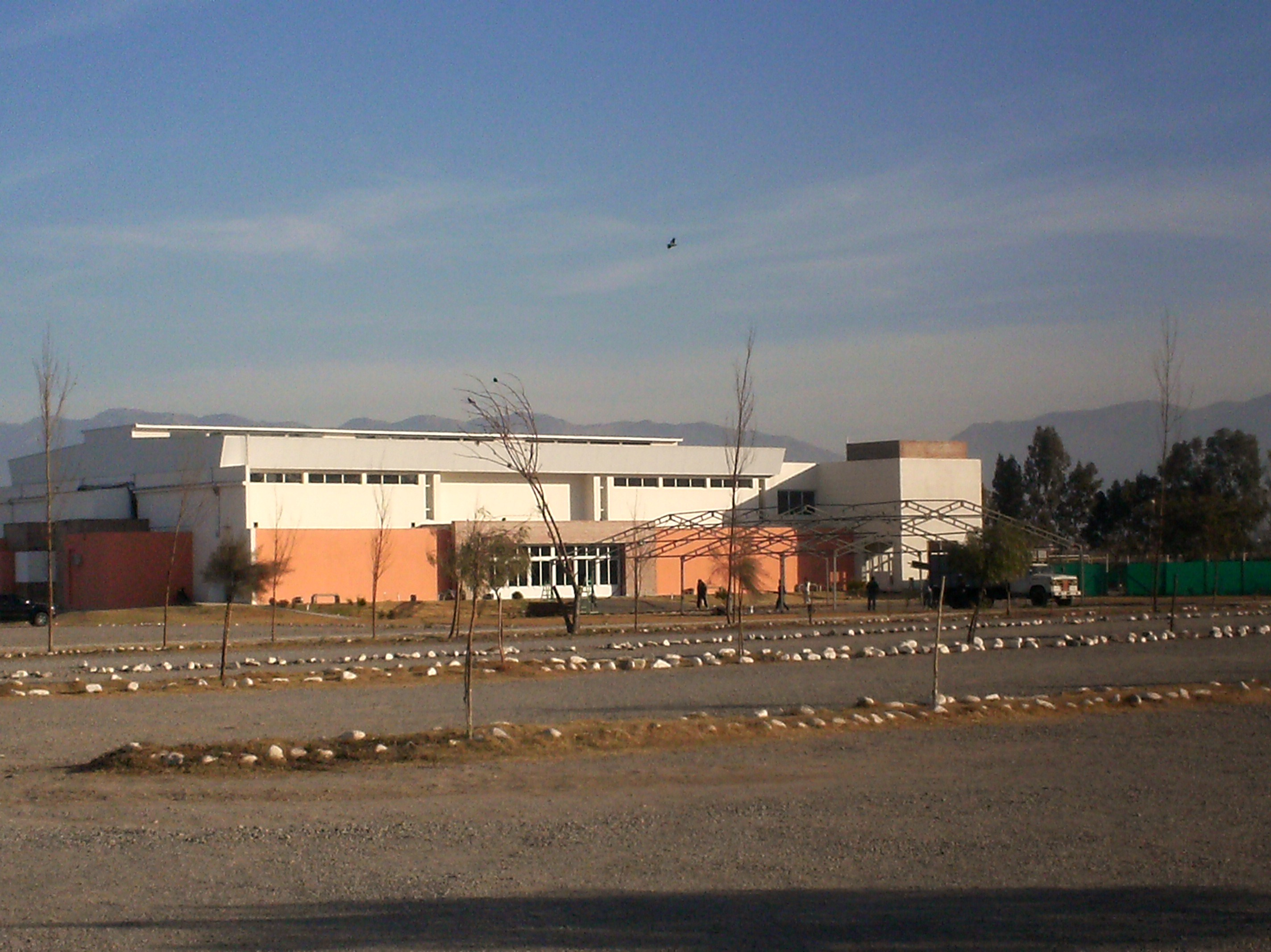
Nuevo complejo salón de usos múltiples terminado en 2011.

  - Tecnicatura en Análisis Clínicos (2 años ½)
  - Tecnicatura en Hemoterapia (2 años ½)
  - Asistente Dental (2 años ½)
  - Enfermero Universitario (3 años)

- Carreras de Grado 
  - Licenciatura en Enfermería (5 años)
  - Licenciatura en Kinesiología Y Fisioterapia (5 años)
  - Licenciatura en Nutrición (4 años)
  - Medicina (6 años)

- Carreras de Postgrado
  - Especialización en Salud Social y Comunitaria (4 semestres y trabajo integrador final)
  - Diplomatura en enseñanza superior de las Ciencias Biomédicas
  - Especialización en Medicina Interna
  - Maestría en Salud Social y Comunitaria (4 semestres y trabajo de tesis final)

### Facultad de Ciencias de la Alimentación, Bioquímicas y Farmacéuticas
- Carreras de Grado
  - Licenciatura en Tecnología de los Alimentos
  - Licenciatura en Enología
    - Título intermedio de ambas carreras:
      - Bromatólogo.

  - Farmacia.
  - Tecnicatura en la Gestión Gastronómica.
  - Sommelier.

### Facultad de Educación
- carreras de Pregrado
  - Tecnicatura Universitaria en Políticas Deportivas
  - Tecnicatura Universitaria en Guía de Montaña

- Carreras de Grado.
  - Licenciatura en Psicopedagogía.
  - LIcenciatura en Psicomotricidad.

- Licenciaturas (requieren poseer título superior no universitario):
  - Licenciatura en Educación Especial.
  - Licenciatura en Enseñanza de Áreas de conocimientos Específicas:
  - Licenciatura en Actividad Física (A Distancia). Ciclo de Complementación Curricular
  - Licenciatura en Actividad Física, Discapacidad e Inclusión (A Distancia)Ciclo de Complementación Curricular
  - Licenciatura en Gestión Deportiva (A Distancia)Ciclo de Complementación Curricular
  - Licenciatura en Gestión de Instituciones Educativas. (A Distancia) Ciclo de Complementación Curricular

- Carreras de Posgrado
  - Especialiazación en Enseñanza de la Educación Superior (a Distancia)
  - Maestría en Educación (a Distancia)
  - Doctorado en Educación

### I.S.F.D."Santa María"
- Profesorado de Educación Primaria.
- Profesorado de Educación Física.
- Profesorado de Educación Especial.
- Profesorado en Ciencias Sagradas.

### I.S.F.D."San Buenaventura"
- Profesorado en Educación Inicial.
- Profesorado en Educación Primaria.
- Profesorado en Educación Especial.

### SeminarioArquidiocesano"Nuestra Señora de Guadalupe y San José".
Formación filosófica y teológica orientada a la vida sacerdotal.